# Sonata per a piano núm. 2 (Brahms)
La Sonata per a piano núm. 2 en fa sostingut menor és l'obra de Johannes Brahms identificada com la seva op. 2. Fou composta el novembre de 1852 i publicada l'any següent a Hamburg, igual que la Sonata per a piano núm. 1. És la segona de les seves tres sonates per a piano i està dedicada a Clara Schumann.

## Història
Malgrat ser el seu segon treball publicat, en realitat va ser compost abans de la seva primera sonata per a piano, però va ser publicat més tard a causa de Brahms va reconèixer la importància d'una publicació inaugural i va considerar que la sonata en do major era d'una qualitat superior. Va ser enviada juntament amb la seva primera sonata per Breitkopf & Härtel amb una carta de recomanació de Robert Schumann. Schumann havia elogiat a Brahms amb entusiasme i la sonata dona mostres d'un esforç per impressionar-lo. La sonata va ser dedicada Clara Schumann, dona de Schumann i amiga íntima de Brahms.

## Anàlisi musical
La sonata es compon de quatre moviments:
- I. Allegro non troppo, ma energico (fa sostingut menor)
- II. Andante con espressione (si menor)
- III. Scherzo: Allegro -- Poco più moderato (si menor - re major)
- IV. Sostenuto -- Allegro non troppo e rubato -- Molto sostenuto (fa sostingut menor, finalitzant en la tonalitat relativa major)

I. Allegro non troppo, ma energico.
El primer moviment està en la convencional forma sonata-allegro.
II. Andante con espressione.
El segon moviment és un tema amb variacions basat en la Minnesang alemanya Mir ist Leide. Igual que el tema amb variacions de la primera sonata, les variacions passen des del mode menor fins al seu relatiu major.
III. ScherzoAllegro -- Poco più moderato.
El tercer moviment és un scherzo i trio. El tema inicial és gairebé idèntic al del segon moviment.
IV. Sostenuto -- Allegro non troppo e rubato -- Molto sostenuto.
El finale comença amb una breu introducció en la tonalitat de la major, el relatiu major de fa sostingut menor. El tema principal de la introducció s'utilitza com a primer tema d'aquest moviment, que està escrit seguint la forma sonata i conté una exposició repetida. La coda del finale, té la indicació de pianissimo i cal interpretar-la amb el pedal suau. Reprèn i desenvolupa el material de la introducció de l'inici del moviment.